# Butot-Vénesville
Butot-Vénesville é uma comuna francesa na região administrativa da Normandia, no departamento de Sena Marítimo. Estende-se por uma área de 3,49 km². Em 2010 a comuna tinha 248 habitantes (densidade: 71,1 hab./km²).